# Goal III: Taking on the World
Goal III: Taking on the World è un film britannico del 2009 diretto da Andy Morahan, terzo capitolo della saga di Goal!. 

## Trama
Gli amici Santiago Muñez, Liam Adams e Charlie Braithwaite vengono selezionati dalle rispettive Nazionali per partecipare ai Mondiali FIFA del 2006. Prima dell'inizio del torneo a Braithwaite viene proposto di girare un film in Romania, dove conosce la celebre attrice Sophia Tardelli. Prima di partire per i Mondiali però i tre calciatori e l'attrice subiscono un incidente, a causa del quale Muñez deve dire addio alla competizione per la frattura di un braccio e delle costole. Braithwaite invece subisce un trauma cranico che, inizialmente, non mette in dubbio la sua presenza al campionato.
I tre successivamente vengono a sapere che il Real Madrid non vuole rinnovare loro il contratto. Adams torna al Newcastle, mentre Muñez si accasa al Tottenham. Dopo la conferenza tra il dirigente dei Newcastle e il procuratore di Adams fa conoscenza di June, ex fidanzata di Adams, e scopre che ha una figlia e che il padre è proprio Adams. Quest'ultimo sentendo la notizia cade nell'alcolismo che gli impedirà di essere in forma nella preparazione al Mondiale.
Inizia il Mondiale e l'Inghilterra non trova nessuna difficoltà nelle prime partite, fatta eccezione contro la Svezia dove, sotto per 2-1, l'allenatore decide di far entrare sia Braithwaite che Adams. I due ripagano la fiducia del tecnico segnando il gol del pareggio, permettendo alla Nazionale inglese di approdare alla fase finale degli ottavi dove incontra l'Ecuador. Anche in questa partita i due iniziano dalla panchina, ma nel corso del secondo tempo Braithwaite su un contrasto crolla a terra ed ha una ricaduta dell'incidente. L'Inghilterra vince l'incontro con un gol di Beckham e a fine partita Adams vede Braithwaite a terra nei bagni. Viene chiamata un'ambulanza, dove nella corsa verso l'ospedale Braithwaite muore a causa di un aneurisma.
Dopo il funerale riprendono i Mondiali, con il quarto di finale che vede l'Inghilterra scontrarsi con il Portogallo. Adams è a pezzi per la perdita dell'amico. L'Inghilterra perde Wayne Rooney per espulsione e a cinque minuti dalla fine dei tempi supplementari entra Adams, che sbaglia il rigore decisivo. Ne consegue l'eliminazione della Nazionale inglese dai Mondiali.
Adams e June infine si sposano, mentre l'Italia si aggiudica il campionato del mondo.

## Distribuzione
Il film è uscito in Inghilterra il 15 giugno 2009.